# Jack Diamond
Jack Diamond, conosciuto anche come "Legs" Diamond e Gentleman Jack (Filadelfia, 10 luglio 1897 – Albany, 18 dicembre 1931), è stato un mafioso statunitense di origine irlandese.

## Biografia
Diamond nacque a Filadelfia da una coppia di immigrati irlandesi, John Diamond e Sara Nolan (secondo altre fonti Sara Bradshaw). Secondo alcune fonti sarebbe stato registrato all'anagrafe come John Moran, cognome originario del padre cambiato successivamente in Diamond. Secondo altre fonti, sarebbe stato invece registrato come John Thomas Diamond. Ricerche recenti condotte all’ufficio dei censimenti di Filadelfia confermerebbero che nel quartiere di residenza della famiglia era presente fra il 1900 e il 1910 un John T. Diamond, mentre non risulterebbe la presenza di alcun John/Jack Moran o di John/Jack Nolan (altro cognome di nascita che gli è stato attribuito). Nel 1899 John, chiamato con il diminutivo di Jack, ebbe un fratello, Edward detto Eddie. Nel 1913 la madre morì per le complicazioni di un’infezione. Il padre, rimasto vedovo, si trasferì con i due figli a New York, stabilendosi nel quartiere di Brooklyn. Jack si unì ad una banda giovanile chiamata Hudson Dusters e nel 1914 fu arrestato per la prima volta per un furto commesso in un negozio di bigiotteria. Durante la prima guerra mondiale militò nell’esercito statunitense, ma nel 1918 disertò, per cui fu arrestato, condannato e imprigionato.
Uscito dal carcere nel 1921, entrò in contatto con Lucky Luciano e per suo tramite entrò al servizio del gangster Arnold Rothstein. Con l’avvento del proibizionismo, Diamond si dedicò al contrabbando di alcolici. Nell'ottobre 1924 subì un attentato a New York mentre era alla guida della sua auto, restando leggermente ferito; ritenendo di avere bisogno di protezione, strinse i rapporti con il gangster Jacob Orgen, con cui entrò in società nel 1925 per rifornire i night club e gli speakeasy di Broadway. Grazie al suo interessamento, suo fratello Eddie divenne guardia del corpo di Orgen. Negli ambienti della malavita, Jack Diamond divenne noto per il suo brillante stile di vita e gli fu dato il soprannome di “legs” (gambe) sia per la sua bravura di ballerino che per la velocità con cui scappava all’arrivo della polizia. Successivamente, a causa degli attentati a cui è sopravvissuto, fu soprannominato anche "clay pigeon" (piccione d'argilla).
Nel 1926 Diamond sposò Alice Schiffner, che pur non approvando il genere di vita che conduceva, gli rimase fedele. Il 16 ottobre 1927, mentre stava sostituendo per qualche giorno il fratello come guardia del corpo di Orgen, subì un attentato; Orgen fu ucciso e Diamond rimase gravemente ferito. Interrogato in ospedale dalla polizia, rifiutò di dare qualsiasi indicazione che potesse essere utile alle indagini. Uscito dall’ospedale, prese in mano l’organizzazione di Orgen e cercò di espandere le sue attività al centro di Manhattan ma entrò in conflitto con Dutch Schultz, che cercava di espandere la sua attività originariamente legata al Bronx. Il 12 ottobre 1930 Diamond subì un attentato mentre si trovava con la sua amante, Marion “Kiki” Roberts, all’Hotel Monticello a New York ed anche questa volta rimase gravemente ferito, fu ricoverato al Policlinico di Manhattan, ma si riprese. A seguito del peggioramento dei rapporti con altri capi della malavita di New York, fra cui Lucky Luciano, si trasferì prima a Catskill e poi ad Albany.
Il 18 aprile 1931, insieme ai suoi uomini, rapì un camionista che trasportava alcolici, Grover Park, che venne interrogato per sapere per chi lavorasse, ma questi, nonostante fu torturato, non parlò. Quando il giorno successivo Park fu rilasciato, andò alla polizia e fece arrestare Diamond, che venne poi lo rilasciato su cauzione. Pochi giorni dopo, il 27 aprile, Diamond subì un altro attentato mentre si trovava all’Aratoga Inn, una trattoria situata lungo una strada extraurbana vicino alla città di Cairo, nella contea di Greene. Pure questa volta il gangster rimase ferito e fu ricoverato all’ospedale di Albany. Poco tempo dopo, Diamond fu nuovamente arrestato per contrabbando di alcolici in seguito ad un'inchiesta federale e rinviato a giudizio. Nel mese di luglio dello stesso anno fu assolto per il rapimento di Park; nel mese di agosto fu condannato per contrabbando di alcolici, ma presentò appello. Processato a Troy, il 13 dicembre fu assolto.
Il 17 dicembre 1931, dopo avere festeggiato l’esito del processo con la famiglia e gli amici, si recò a trovare la sua amante poi andò a dormire in una stanza che aveva preso in affitto ad Albany. La mattina del 18 dicembre intorno alle 5,30 Diamond fu ucciso a colpi di pistola. È stato ipotizzato che il mandante dell’omicidio sia stato un delinquente suo rivale e la lista di sospettati include Dutch Schultz, Red Cassidy (un altro gangster irlandese americano) e i fratelli Oley (criminali locali). Secondo lo scrittore William Kennedy, il mandante sarebbe stato un politico dello stato di New York, Daniel O’Connell, mentre gli esecutori sarebbero stati due agenti della polizia di Albany, tra cui il sergente William Fitzpatrick, poi diventato capo della polizia di Albany. O'Connell avrebbe agito in questo modo allo scopo di prevenire l'insediamento in città del crimine organizzato, che avrebbe creato ostacoli al suo potere politico.
Il 1º luglio 1933 anche la vedova di Diamond, Alice, fu uccisa nel proprio appartamento di Brooklyn.

## Nella cultura di massa
- Il film del 1960 Jack Diamond gangster di Budd Boetticher è basato sulla vita di Jack Diamond.
- La band statunitense hard rock Legs Diamond ha scelto il nome ispirandosi a Jack Diamond; nel 1977 il gruppo ha pubblicato un album con lo stesso nome, Legs Diamond.
- Nella serie televisiva britannica Il circo volante dei Monty Python, in un film di animazione di Terry Gilliam compare un pollo gangster chiamato “Eggs” Diamond[10].